# Lucien Bouchard
Lucien Bouchard (22 de diciembre de 1938) es un político, abogado y diplomático canadiense. Bouchard fue embajador de Canadá en Francia, ministro federal en el gobierno de Brian Mulroney, líder del independentista Bloc Québécois (nivel federal), líder del Parti Québécois (nivel quebequense), también independentista, y primer ministro de Quebec.
Bouchard fue especialmente importante durante el referéndum quebequés de 1995 sobre la soberanía de Quebec. Su gobierno instauró el "déficit cero" en Quebec. Fue signatario del manifiesto Pour un Québec lucide (Para un Quebec Lúcido) en 2005. Bouchard está de la región del Saguenay–Lac-Saint-Jean. Su hermano es el historiador y sociólogo Gérard Bouchard.
| Predecesor: Ninguno          | Líder del Bloc Québécois 1990 - 1996  | Sucesor: Gilles Duceppe |
| Predecesor: Jacques Parizeau | Líder del Parti Québécois 1996 - 2001 | Sucesor: Bernard Landry |
| Predecesor: Jacques Parizeau | Primer ministro de Quebec 1996 - 2001 | Sucesor: Bernard Landry |